# José María Larroca
José María Larroca Estala, O.P. (San Sebastián, 10 de septiembre de 1813-Roma, 8 de enero de 1891) conocido como el Padre Larroca fue un sacerdote y fraile dominico español que llegó a ser el Maestro General de la Orden de Predicadores de la Orden de Predicadores (Dominicos) entre 1879 y 1891.

## Biografía

### Origen y Formación (1813-1836)
José María Larroca nació el 10 de septiembre de 1813 en San Sebastián, apenas diez días después de que su ciudad natal fuese saqueada e incendiada por el ejército anglo-portugués durante la Guerra de la Independencia Española. Sus padres eran Josefa de Estala y Agustín de Larroca. Vivían en el barrio de San Martín, extramuros de la ciudad, pero a raíz del asedio que venía sufriendo la ciudad en los meses anteriores se refugiaron en el caserío "Suletenea", cerca del pueblo de Alza, de donde era su familia materna. José María Larroca nació ahí, siendo el tercero de siete hermanos. Larroca fue bautizado en la parroquia de Alza.
Con pocos años de edad sus padres le enviaron a Tolosa donde realizó los estudios primarios. En este lugar comenzó a manifestarse en el joven un despertar de la vocación religioso y de las facultades intelectuales. Los Dominicos de San Sebastián vieron potencial en el joven e iniciaron su instrucción en latín y Humanidades. Aunque sus padres se opusieron tenazmente a que su hijo ingresara en el convento, el 16 de junio de 1829 ingresó en el Convento de San Telmo de San Sebastián. En octubre de 1829 vistió el hábito de la Orden. José María realizó el noviciado en Vitoria. El 5 de noviembre de 1830 realizó su profesión religiosa.
Larroca permaneció en el convento de Vitoria hasta 1834 realizando estudios de Teología y Filosofía. Ese año fue destinado al Convento de San Pablo de Burgos, donde siguió dedicado al estudio por un tiempo.

### Persecución y exilio (1836-1844)
A raíz del estallido de los motines anticlericales de 1835 el gobierno liberal decretó la supresión de la órdenes religioses y la incautación de sus bienes. Los frailes dominicos huyeron del convento de San Pablo, aunque el prior y algunos frailes permanecieron en él hasta el mes de marzo de 1836. Larroca encontró refugio en el Convento de Santo Domingo de Azpeitia (Guipúzcoa). El País Vasco se encontraba inmerso en la Primera Guerra Carlista y en sus áreas rurales, controladas por los carlistas, los frailes podían establecer sus comunidades libremente. Durante su estancia de tres años y medio en Azpeitia, Larroca se ordenó finalmente sacerdote. El Convenio de Vergara, que puso fin a la guerra, en agosto de 1839, marcó también el fin de la estancia de Larroca en Azpeitia, ya que sin la protección carlista, tuvo que pasar a Francia por los Pirineos disfrazado de campesino. Larroca permaneció unos años exiliado en el País Vasco Francés, primero en San Juan de Luz y posteriormente ejerciendo de párroco del pequeño pueblo de Bassussarry. La llegada de los liberales conservadores al gobierno en 1844 permitió a Larroca regresar a España.

### Labor dentro de la Orden en España (1844-1869)
Durante las siguientes décadas Larroca se dedicó a la reconstrucción de la Orden de los Dominicos en España, que sufrió duramente por la Desamortización de Mendizábal y cuyos miembros se habían dispersado. Su primer destino fue la nueva congregación que las Dominicas abrieron en Azpeitia, donde Larroca ejerció como capellán. En 1850 esta comunidad pasó a un nuevo convento construido en las afueras de San Sebastián, donde residió el religioso. En enero de 1860 Larroca se trasladó brevemente al Convento de Ocaña en la Provincia de Toledo, uno de los pocos que habían quedado eximidos de los decretos de Desamortización, ya que servía como colegio de misioneros en Asia. Desde ahí organizó la formación de una nueva escuela de misioneros estableciéndola en el Monasterio de San Juan Bautista de Corias (Asturias).

### Primera estancia en Roma (1869-1879)
En 1868 fue elegido socio (asistente) del nuevo comisario general, Fray Vicente Romero. En 1869 acudió a Roma donde conoció al Maestro supremo de la Orden Alexandre Vincent Jandel. Este le nombró en 1872 socio (asistente) para las provincias de lengua española,  con la obligación de residir en Roma.
Desde Roma siguió impulsando la fundación de nuevas casas en España.

### Visitador y vicario general de Filipinas (1879)
En 1879, a la edad de 66 años de edad fue nombrado visitador y vicario general de la provincia del Santísimo Rosario de Filipinas. En su nuevo cargo recorrió las provincias de Nueva Vizcaya, Isabela, Cagayán y Pangasinán, todas ellas en la Isla de Luzón. Sin embargo su estancia en Filipinas solo duró unos meses.

### Maestro General de los Dominicos (1879-1891)
Estando destinado en Filipinas y a punto de visitar las misiones dominicas en China y Tonkín, Larroca recibió el 30 de septiembre de 1879 un despacho telegráfico que le avisaba de que había sido elegido Maestro General de la Orden. Fue el primer Maestro General de la Orden, después de la Revolución Francesa, en ser elegido por todas las provincias dominicanas. Larroca regresó a Europa y tras ser rechazada por la Orden su inicial renuncia al cargo, tomó finalmente posesión del generalato de la orden el 1 de febrero de 1880 en la iglesia dominica romana de Santa Maria sopra Minerva. 
Como maestro general de los Dominicos y ya septuagenario, visitó en breve tiempo diferentes países; Bélgica, Holanda, Inglaterra, Irlanda, Estados Unidos, Italia, Austria, 2 veces Francia y España. Bajo su mandato se fundó la Escuela Bíblica de Jerusalén y se contribuyó a la restauración de la Universidad de Friburgo (Suiza), ya que Larroca se comprometió ante las autoridades del Cantón de Friburgo a proveer de profesores a la facultad de teología de dicha universidad.
Falleció el 8 de enero de 1891 en Roma con 77 años de edad. 
| Predecesor: Alexandre Vincent Jandel | Maestro General de la Orden de Predicadores 1879-1891 | Sucesor: Andreas Frühwirth |

- Datos: Q12260697
- Multimedia: José María Larroca / Q12260697